# Igreja de Santa Filomena (Pittsburgh)

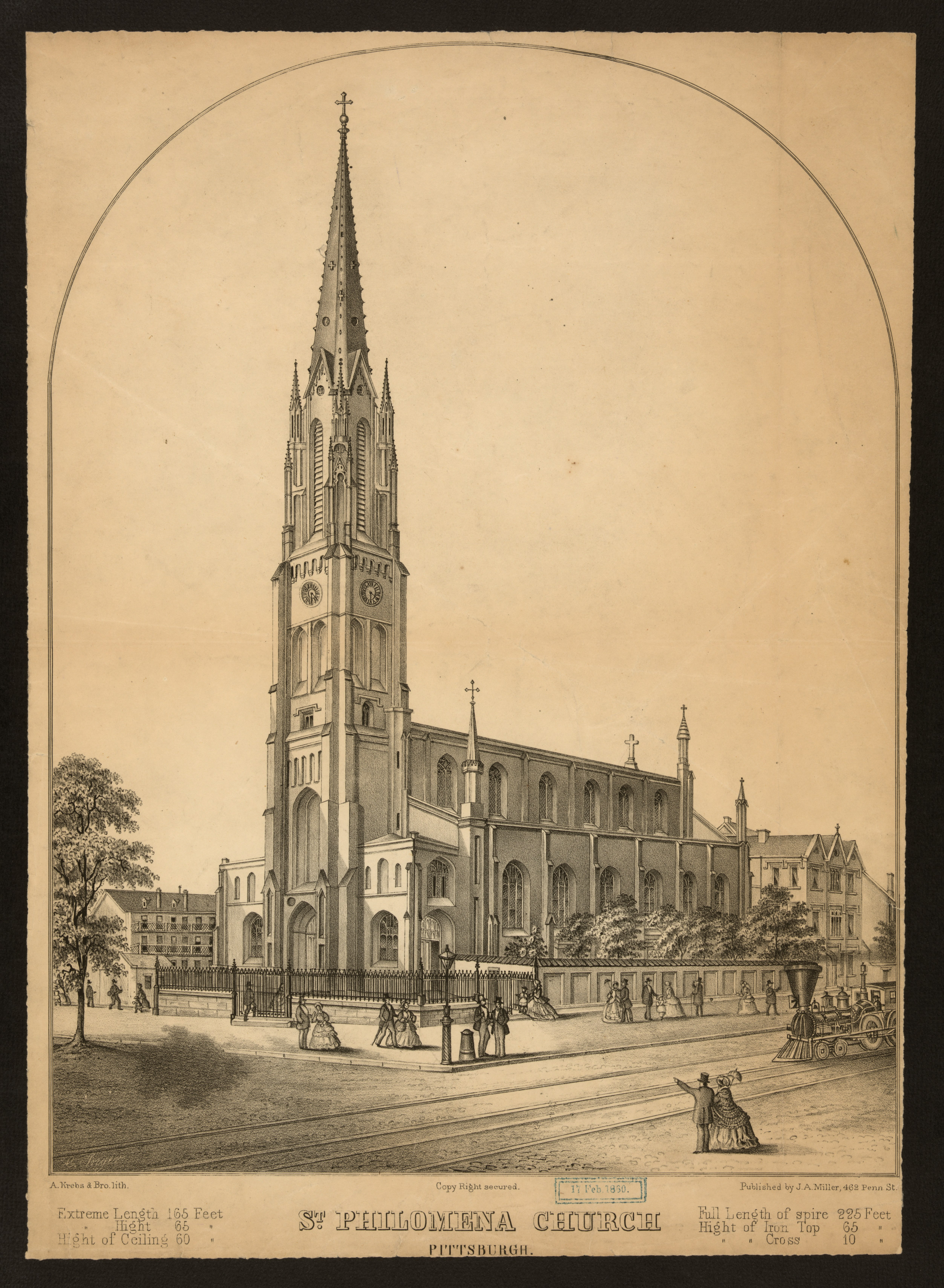
Igreja de Santa Filomena em 1859

A Igreja de Santa Filomena foi uma paróquia católica originalmente localizada no distrito de Strip em Pittsburgh, no estado da Pensilvânia, Estados Unidos, com o nome em honra de Santa Filomena. Embora esta igreja tenha sido formalmente estabelecida em 1921, a origem da freguesia data de 1839.

## Descrição
Durante o século XIX a ordem missionária redentorista teve uma base importante neste local a partir de 1839, atendendo à significativa população alemã na área. Santa Filomena era inicialmente conhecida como 'A Igreja da Fábrica' devido a estar alojada em um armazém industrial, mas John Neumann chegou para se tornar o pastor principal e, em questão de poucos anos, mandou erguer um prédio de igreja  na esquina da Avenida da Liberdade e da 14th Street. Como pastor associado de Neumann, Francis Xavier Seelos também ajudou a servir a paróquia, tornando-se ele próprio pastor até ser transferido em 1854.  Assim, a Igreja de Santa Filomena se destaca por ter abrigado duas pessoas reconhecidas no processo de beatificação católica (Neumann foi declarado santo em 1977).
Como a expansão da industrialização e do comercialismo ocorridas no início do século XX, a localização da igreja não era mais viável, e o prédio foi vendido para a ferrovia da Pensilvânia em 1922  e eventualmente demolido. A paróquia foi então realocada para o bairro Squirrel Hill em Pittsburgh, eventualmente alojada em um edifício projetado pelo arquiteto John T. Comes . Os serviços funerários dos famosos boxeadores Harry Greb  e Billy Conn  ocorreram na paróquia.
Com o passar do tempo, a perda gradual de população fez com que a igreja fosse fechada e a paróquia contraída. 